# Bericht uit Parijs
Bericht uit Parijs is een roman van Guillaume Musso uit 2013.

## Verhaal
Het verhaal gaat over Madeline en Jonathan, die per toeval op een vliegveld elkaars telefoon in handen krijgen. Wanneer ze die telefoon bekijken, blijken ze een geheim te delen.